# Leibniz-Institut für Wissensmedien
Das Leibniz-Institut für Wissensmedien (IWM) Tübingen mit Sitz in Tübingen ist ein außeruniversitäres Forschungsinstitut in der Trägerschaft der gemeinnützigen, privatrechtlichen Stiftung „Medien in der Bildung“. Als Mitglied der Leibniz-Gemeinschaft wird das IWM im Rahmen der Gemeinschaftsaufgabe „Förderung der wissenschaftlichen Forschung außerhalb der Hochschulen“ nach Art. 91 b GG je zur Hälfte vom Bund und den Ländern institutionell gefördert.
Das IWM erforscht Wissenserwerb und Wissenskommunikation mit digitalen Technologien.

## Geschichte
Das IWM entstand aus dem Deutschen Institut für Fernstudienforschung (DIFF). Aufgrund der Empfehlung des Wissenschaftsrates wurde das DIFF im Jahre 2000 geschlossen. Das Land Baden-Württemberg war gegen die Schließungsabsicht.
Gleichzeitig empfahl der Wissenschaftsrat die Einrichtung des Instituts für Wissensmedien (IWM) als Fortführung der Abteilung für Angewandte Kognitionswissenschaft unter der Leitung von Friedrich Wilhelm Hesse, der vorher Leiter dieser Abteilung am DIFF war.
Das Institut für Wissensmedien wurde 2001 gegründet und in die Leibniz-Gemeinschaft aufgenommen. Nach einer Reihe erfolgreicher Evaluierungen hat es sich kontinuierlich erweitert und besteht heute aus neun, jeweils von Professoren geleiteten Arbeits- bzw. Nachwuchsgruppen. Seit dem 1. Januar 2017 leitet Ulrike Cress das Institut.

## Forschung
Das Leibniz-Institut für Wissensmedien (IWM) erforscht die Rolle von digitalen Medien in Wissensprozessen und ihr Einfluss auf das Erleben und Verhalten von Individuen und Gruppen.
In zahlreichen Projekten und Kooperationen mit Forschungs- und Praxispartnern leistet das IWM einen Beitrag zur Erforschung, Realisierung und Implementierung innovativer mediengestützter Lehr-/ Lernszenarien. Diese grundlagenorientierte und an sozialen und kognitiven Prozesse orientierte Forschung liefert Erkenntnisse für die Praxis. Dabei adressiert das IWM insbesondere die Praxisfelder Schule, Hochschule, Internetnutzung, Wissensarbeit und Museum. Beispiele dafür sind das Portal e-teaching.org, ein Informations- und Qualifizierungsportal zum Einsatz digitaler Medien in der Hochschullehre, das in Zusammenarbeit mit der Universität Tübingen betriebene Tübingen Digital Teaching Lab (TüDiLab) oder die Nutzung interaktiver Tische zur Präsentation von Ausstellungsobjekten in Museen oder zur Kollaborationsunterstützung im Kontext wissensintensiver Arbeit. Von Alumni des IWM wird das Internetportal Wissensdialoge.de betrieben.

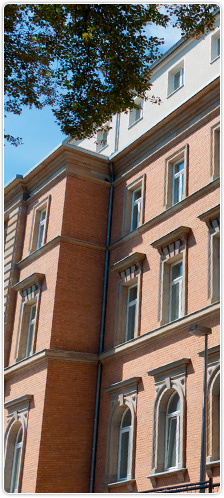
IWM Außenansicht

## Institut
Das IWM ist ein gemeinnütziges, außeruniversitäres Forschungsinstitut der Leibniz-Gemeinschaft, das empirisch erforscht, wie Menschen mit digitalen Medien Wissen erwerben, anwenden, vermitteln und austauschen. Es betrachtet kognitive, motivationale, emotionale und soziale Prozesse bei der Nutzung digitaler Medien im Kontext gesellschaftlicher und technischer Entwicklungen. Dabei thematisiert es auch Potenziale und Risiken, die sich dadurch für das menschliche Erleben und Verhalten ergeben. Seit 2020 wird das Institut durch den Forschungsbereich „Data Science for Knowledge Media Research“ erweitert.
Die Forschung des IWM gliedert sich in die Bereiche Individuelle Nutzung von Wissensmedien, Soziale Nutzung von Wissensmedien sowie Forschungsbereichübergreifende Aktivitäten. Gegenstand des Forschungsbereichs Individuelle Nutzung von Wissensmedien sind die wissensbezogenen Nutzungs- und Verarbeitungsprozesse von individuellen Lernenden bei digitalen Informationsangeboten. Der Forschungsbereich gliedert sich in drei Arbeitsgruppen und eine Nachwuchsgruppe. Der Forschungsbereich Soziale Nutzung von Wissensmedien erforscht die Potenziale und Gefahren der Nutzung digitaler Kommunikations- und Kooperationsmedien bei der Zusammenarbeit und beim kollaborativen Wissenserwerb. Er setzt sich ebenfalls aus drei Arbeitsgruppen und einer Nachwuchsgruppe zusammen.
Die Forschungsergebnisse des IWM beziehen sich arbeitsgruppen-übergreifend auf folgende fünf Praxisfelder:
- Lehren und Lernen mit digitalen Medien in der Schule
- Lehren und Lernen mit digitalen Medien in der Hochschule
- Wissensvermittlung in Museen & Ausstellungen
- Wissensarbeit mit digitalen Medien
- Wissensbezogene Internetnutzung

Das IWM initiierte 2009 gemeinsam mit der Eberhard Karls Universität Tübingen Deutschlands ersten Leibniz-WissenschaftsCampus Tübingen mit dem Ziel, ein strategisch ausgerichtetes Netzwerk zu schaffen, um die empirische Bildungsforschung in Tübingen weiterzuentwickeln. Von 2009 bis 2016 befasste mit dem Thema „Bildung in Informationsumwelten“, seit 2017 mit einer engeren inhaltlichen Fokussierung auf das Thema „Kognitive Schnittstellen“. 2020 wurde der Campus beendet. Er war Grundlage der Erweiterung des IWM um den Bereich Data Science.
Weiterhin pflegt das IWM intensiven Austausch mit Forschungseinrichtungen im In- und Ausland und ist an folgenden Forschungsverbünden beteiligt: Den Leibniz-Forschungsverbünden Bildungspotenziale, Historische Authentizität, Science 2.0 und Nanosicherheit, der DFG-Forschergruppe Analyse und Förderung effektiver Lehr-Lernprozesse sowie der Exzellenz-Graduiertenschule Learning, Educational Achievement, and Life Course Development (LEAD) und dem Exzellenzcluster Maschinelles Lernen.
Das Institut fördert die Weiterentwicklung aller Mitarbeiter, die Vereinbarkeit von Familie und Beruf und ist verpflichtet, die forschungsorientierten Gleichstellungsstandards der Deutschen Forschungsgemeinschaft (DFG) umzusetzen. Das IWM ermöglicht die Vereinbarkeit von Familie und Beruf. Seit 2012 hat es das Zertifikat des audits berufundfamilie.

## Wissenschaftliche Qualität
Das Institut ist in ein dynamisches Forschungsumfeld eingebettet. In seiner wissenschaftlichen Leistung orientiert sich das IWM an internationalen Standards und trägt dazu bei, diese maßgeblich weiterzuentwickeln. Als Einrichtung der Leibniz-Gemeinschaft unterliegt das IWM einem spezifischen Qualitätsmanagement. Der Senat der Leibniz-Gemeinschaft überprüft spätestens alle sieben Jahre die Leistungen jedes der 91 Leibniz-Institute. Für ein umfassendes Evaluierungsverfahren setzt er eine internationale und unabhängige Bewertungsgruppe ein, die vor Ort die Leistungen des zu evaluierenden Instituts überprüft. 2020 durchlief das IWM diese Evaluierung. Drei Arbeitsgruppen wurden als „sehr gut“ und vier als „sehr gut“ bis „exzellent“ beurteilt. Zusammenfassend heißt es im Evaluierungsbericht: „Mit seinen Arbeiten zu den Einflüssen digitaler Medien auf Wissensprozesse, insbesondere aber auch mit seinen hervorragenden Aktivitäten im Bereich des Wissenstransfers in unterschiedliche Bildungsumwelten hinein, leistet das IWM wesentliche Beiträge zum Verständnis der damit verbundenen kognitiven, emotionalen und sozialen Prozesse. Angesichts der digitalen Umwälzungen im 21. Jahrhundert sowie der rasanten Verbreitung und starken Nutzung digitaler Medienangebote sind diese Arbeiten über die Wissenschaft hinaus von hoher Bedeutung.“

## Nachwuchsförderung
Ein zentrales Anliegen des IWM ist die Förderung des wissenschaftlichen Nachwuchses. Seit 2009 bietet das IWM ein strukturiertes Promotionsprogramm mit einem umfassenden Aus- und Weiterbildungsprogramm an, um Promovierenden eine optimale Betreuung und Einbindung in den Forschungsalltag zu ermöglichen. Dieses beinhaltet, dass die Doktoranden Mitglieder einer Arbeitsgruppe des Instituts sind, ihre Arbeitsergebnisse in Fachzeitschriften publizieren und ihre Forschung auf Konferenzen im In- und Ausland präsentieren. Außerdem finden ein wöchentliches Doktorandenkolloquium und regelmäßige Methodenseminare statt. Die Teilnahme am Promotionsprogramm wird den Teilnehmenden zertifiziert.
Daneben übernimmt das IWM eine Vorreiterrolle bei der Förderung von Postdoktoranden. Seit 2016 besteht ein Postdoc-Netzwerk am IWM, mit dem Ziel, den beteiligten Personen den Aufbau eines eigenständigen Forschungsprofils zu ermöglichen und sie beim Erwerb damit einhergehender Drittmittel zu unterstützen. Hierfür stehen dem Netzwerk finanzielle Mittel zur Verfügung, die der Vorbereitung von Drittmittelanträgen, Forschungsaufenthalten im Ausland, der Organisation von Workshops, Mentoring und Training, Konferenzbesuchen sowie der Förderung der Vereinbarkeit von Beruf und Familie dienen.

## Organisation
- Vorstand und Direktorin des Instituts: Ulrike Cress
- Stellvertretender Vorstand und stellvertretender Direktor des Institut: Markus Huff
- Administrativer Vorstand: Robert Polgar
- Vorsitzender des Stiftungsrats: Ministerialrat Peter Castellaz
- Vorsitzender des Wissenschaftlichen Beirats: Olaf Köller